# Бонгапчи
Бонгапчи́ (Бонгапти́) — потухший щитовидный вулкан на полуострове Камчатка, расположен на восточном склоне Срединного хребта, между реками Быстрая Хайрюзова и Быстрая Козыревская. Вулкан сложен андезитами среднего и верхнего плейстоцена и имеет диаметр 7 километров.. К востоку от вулкана расположено село Эссо, а на северо-востоке — древний вулкан Уксичан. В распадке между вулканами Уксичан и Бонгапчи проходит дорога на западное побережье Камчатки — от Эссо к селу Хайрюзово.
Абсолютная высота — 1550 м.